# RFC Union La Calamine
RFC Union La Calamine (Kelmis) is een Belgische voetbalclub uit Kelmis in de provincie Luik. De club is aangesloten bij de KBVB met stamnummer 526 en heeft groen-wit als clubkleuren.

## Geschiedenis
De club werd in 1923 opgericht, maar speelde verscheidene decennia in de provinciale reeksen. In de jaren 90 kon de club echter zich geleidelijk opwerken tot in de nationale reeksen. In 1995 trad Kelmis aan in Vierde Klasse, maar de club zou nog een paar keer op en neer gaan tussen deze bevorderingsreeks en de provinciale reeksen. In 2002 was de club opnieuw naar Vierde gepromoveerd en na twee seizoenen won men er in 2003 zijn reeks. La Calamine stootte zo voor het eerst door naar de Derde Klasse.

## Erelijst
Vierde klasse (voetbal België)
Winnaar (2x): 2004, 2011

## Resultaten
| Seizoen | Klasse | Klasse | Klasse | Klasse | Klasse | Klasse | Reeks                                                    | Punten                                                   | Opmerkingen                                                                   |
|         | I      | I      | II     | III    | IV     | P.I    |                                                          |                                                          |                                                                               |
| ------- | ------ | ------ | ------ | ------ | ------ | ------ | -------------------------------------------------------- | -------------------------------------------------------- | ----------------------------------------------------------------------------- |
| 2003/04 |        |        |        |        | 1      |        | Vierde klasse D                                          | 61                                                       |                                                                               |
| 2004/05 |        |        |        | 11     |        |        | Derde klasse B                                           | 35                                                       |                                                                               |
| 2005/06 |        |        |        | 3      |        |        | Derde klasse B                                           | 47                                                       |                                                                               |
| 2006/07 |        |        |        | 13     |        |        | Derde klasse B                                           | 35                                                       |                                                                               |
| 2007/08 |        |        |        | 14     |        |        | Derde klasse B                                           | 29                                                       | Behoud na vereffening Verbroedering Geel                                      |
| 2008/09 |        |        |        | 16     |        |        | Derde klasse B                                           | 19                                                       |                                                                               |
| 2009/10 |        |        |        |        | 10     |        | Vierde klasse C                                          | 39                                                       |                                                                               |
| 2010/11 |        |        |        |        | 1      |        | Vierde klasse D                                          | 64                                                       |                                                                               |
| 2011/12 |        |        |        | 10     |        |        | Derde klasse B                                           | 47                                                       |                                                                               |
| 2012/13 |        |        |        | 7      |        |        | Derde klasse B                                           | 51                                                       |                                                                               |
| 2013/14 |        |        |        | 8      |        |        | Derde klasse B                                           | 45                                                       |                                                                               |
| 2014/15 |        |        |        | 10     |        |        | Derde klasse B                                           | 47                                                       |                                                                               |
| 2015/16 |        |        |        | 15     |        |        | Derde klasse B                                           | 40                                                       |                                                                               |
|         | 1A     | 1B     | 1Am    | 2Am    | 3Am    | P.I    | Vanaf 2016-17 zijn er 3 nationale en 2 regionale niveaus | Vanaf 2016-17 zijn er 3 nationale en 2 regionale niveaus | Vanaf 2016-17 zijn er 3 nationale en 2 regionale niveaus                      |
| 2016/17 |        |        |        | 9      |        |        | Tweede klasse Am.                                        | 40                                                       |                                                                               |
| 2017/18 |        |        |        | 15     |        |        | Tweede klasse Am.                                        | 12                                                       |                                                                               |
| 2018/19 |        |        |        |        | 15     |        | Derde klasse Am.                                         | 15                                                       |                                                                               |
| 2019/20 |        |        |        |        |        | 6      | 1ste provinciale Luik                                    | 38                                                       |                                                                               |
| 2020/21 |        |        |        |        |        | -      | 1ste provinciale Luik                                    | -                                                        | Competitie geschrapt wegens Covid-19                                          |
| 2021/22 |        |        |        |        |        | 1      | 1ste provinciale Luik                                    | 68                                                       |                                                                               |
| 2022/23 |        |        |        |        | 5      |        | Derde afdeling ACFF                                      | 47                                                       | promotie afgedwongen in de eindronde na winst tegen RFC Raeren-Eynatten (2-1) |
| 2023/24 |        |        |        | 9      |        |        | Tweede Afdeling ACFF                                     | 45                                                       |                                                                               |
| 2024/25 |        |        |        | 8      |        |        | Tweede afdeling ACFF                                     | 50                                                       |                                                                               |
| 2025/26 |        |        |        |        |        |        | Tweede Afdeling ACFF                                     |                                                          |                                                                               |

## Bekende (ex-)spelers en (ex-)trainers
- Didier Ernst
- François Sterchele